# Edgar Odell Lovett
Pour les articles homonymes, voir Lovett.
Edgar Odell Lovett (14 avril 1871 - 13 août 1957) est un mathématicien et universitaire américain. En 1912, il devint le premier président du Rice Institute qui est devenu l'Université Rice de Houston au Texas. C'est Woodrow Wilson, alors président de l'Université de Princeton qui le recommanda à ce poste,. Avant cela, Lovett avait enseigné dans les universités Johns-Hopkins, Virginie, Chicago et Princeton.

## Source
- (en) Cet article est partiellement ou en totalité issu de l’article de Wikipédia en anglais intitulé « Edgard Odell Lovett » (voir la liste des auteurs).